# PEACH/HEART
「PEACH/HEART」（ピーチ/ハート）は、大塚愛の15枚目のシングル。2007年7月25日にavex traxよりリリースされた。DVD付きも同時発売。

## 解説
- 2005年の「SMILY/ビー玉」以来2年2ヶ月ぶりの、自身2作目の両A面シングルとなる。
- 前作の「CHU-LIP」から今作は「PEACH」「HEART」と、曲のタイトルがアルファベットのしりとりのように続いているが、本人は特に意識はしていないとのこと[2]。
- 「PEACH」の曲名は、果物の桃と人間のお尻をかけ合わせたもの。当曲で第49回日本レコード大賞金賞にノミネートされた。
- 「HEART」は「PEACH」のイメージを逆にしたものと大塚は語っている[2]。この曲は発売当初はタイアップがなかった。
- 初回限定特典として、「LOVE IS BORN 〜4th anniversary 2007〜」の先行抽選予約用紙を付属。
- 映像系音楽配信（ビデオクリップ、着ムービー）のダウンロード数では2007年の上半期ランキング1位を獲得した[3]。

## 収録曲
（全作詞・作曲：愛／編曲：愛×Ikoman）

### CD
1. PEACH
  - フジテレビ系火9ドラマ『花ざかりの君たちへ〜イケメン♂パラダイス〜』主題歌
  - テレビ岩手開局55周年記念キャンペーンテーマソング
2. HEART
  - トステム住宅研究所「アイフルホーム」CM曲
3. 恋愛写真 -春-
4. PEACH（Instrumental）
5. HEART（Instrumental）

### DVD
1. PEACH（Music Clip）

## 収録アルバム
- 『LOVE PiECE』（#1、#2）
- 『LOVE is BEST』（#2、#3）